# Альдуин (епископ Кёльна)
Альдуин (Алдуин; лат. Alduin; умер около 737) — епископ Кёльна (721/723 — около 737).

## Биография
Альдуин — один из многих кёльнских епископов VI—VIII веков, о которых почти ничего не известно. Не сохранилось никаких сведений ни о его происхождении, ни о ранних годах жизни. В средневековых списках глав Кёльнской епархии, наиболее ранний из которых создан между 870 и 886 годами, Альдуин ошибочно помещался между епископами Стефаном и Гизо. Однако современные исследователи считают его преемником епископа Фарамунда и предшественником епископа Регинфрида. Альдуину приписывается пятнадцатилетнее управление епископской кафедрой Кёльна, на основание чего его деятельность как главы епархии датируется приблизительно периодом с 721 или 723 года по 737 год.
Согласно преданиям, Альдуин содействовал христианизаторской миссии Виллиброрда во Фризии. В том числе, якобы, он передал святому и его спутникам находившийся в Кёльне приют для бедных и больных, впоследствии ставший монастырём Святого Мартина. Однако это свидетельство недостоверно.